# Gare de Lunéville
La gare de Lunéville est une gare ferroviaire française située sur le territoire de la commune de Lunéville, sous-préfecture du département de Meurthe-et-Moselle, en région Grand Est.
C'est une gare de la Société nationale des chemins de fer français (SNCF), du réseau TER Grand Est, desservie par des TGV et des trains express régionaux.

## Situation ferroviaire
Établie à 230 mètres d'altitude, la gare de Lunéville est située au point kilométrique (PK) 385,178 de la ligne de Noisy-le-Sec à Strasbourg-Ville (dite ligne de Paris-Est à Strasbourg-Ville), entre la gare de Mont-sur-Meurthe et la gare fermée de Marainviller. Gare de bifurcation, elle constitue l'origine, au même PK, de la ligne de Lunéville à Saint-Dié.
Elle était également l'origine des lignes à voie métrique de Lunéville à Blâmont et à Badonviller, mais également de Lunéville à Einville, désormais déclassées et déposées.

## Histoire

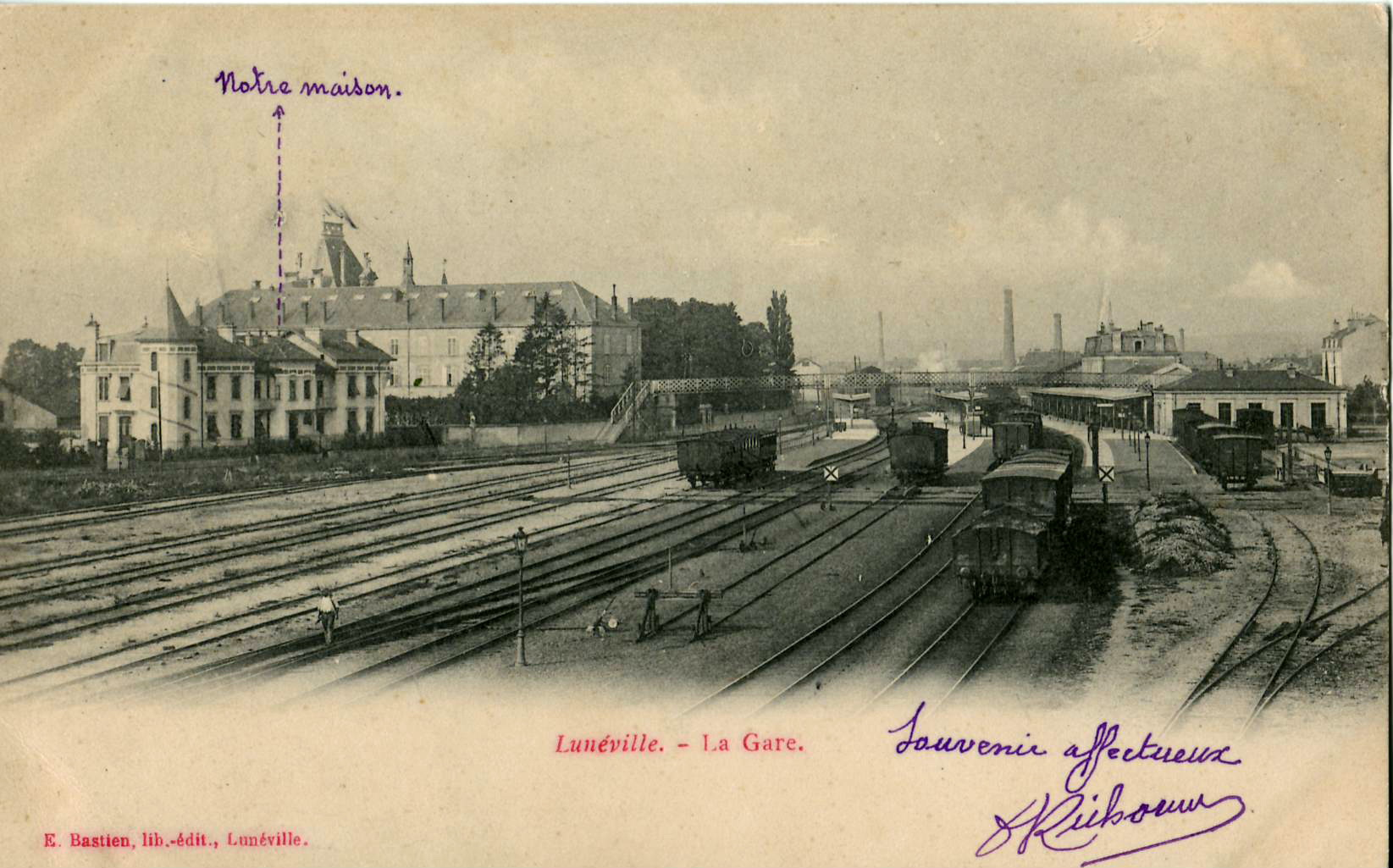
La gare, au début du XX.

La gare de Lunéville est ouverte en 1852. La ligne de Lunéville à Saint-Dié est mise en service, quant à elle, en 1864.
La ligne de Lunéville à Blâmont et à Badonviller, chemin de fer secondaire à voie métrique, est ouverte en 1911. Elle est fermée en 1942. Son terminus se trouvait devant le bâtiment voyageurs.
La gare de Lunéville apparaît à la fin du film La Vache et le Prisonnier (1959) d'Henri Verneuil.
Les voies de la gare sont électrifiées le 11 février 1960 lors de la mise en service de l'électrification de la section de Varangéville à Sarrebourg.
Jusqu'aux années 1980 / 1990, Lunéville comportait également un dépôt SNCF[réf. souhaitée].
Elle devient une gare TGV le 10 juin 2007, à la suite de la mise en service du premier tronçon de la LGV Est européenne.
Les TER 200, reliant Nancy à Bâle, sont supprimés au nouveau service horaire du 3 avril 2016.
À partir du 3 juillet 2016, l'Intercités 100 % Éco, reliant les week-ends Paris-Est à Strasbourg, dessert également Lunéville. À la mise en place du service annuel 2019 (le 9 décembre 2018), deux aller-retours en TER, circulant les jours ouvrés, sont créés entre ces mêmes gares. Ces deux catégories de trains, permettant de relier la capitale via la ligne classique, sont assurés avec du matériel Corail. Cependant, l'Intercités 100 % Éco est supprimé en mai 2019 (dernier jour de circulation le 19).

## Fréquentation
De 2015 à 2024, selon les estimations de la SNCF, la fréquentation annuelle de la gare s'élève aux nombres indiqués dans le tableau ci-dessous.
| Année                      | 2015      | 2016    | 2017      | 2018      | 2019      | 2020    | 2021    | 2022      | 2023      | 2024      |
| -------------------------- | --------- | ------- | --------- | --------- | --------- | ------- | ------- | --------- | --------- | --------- |
| Voyageurs                  | 923 786   | 877 566 | 918 474   | 898 730   | 937 483   | 651 634 | 791 746 | 963 743   | 1 055 305 | 1 074 161 |
| Voyageurs et non voyageurs | 1 049 757 | 997 234 | 1 043 720 | 1 021 284 | 1 065 322 | 740 493 | 899 712 | 1 095 163 | 1 199 211 | 1 220 638 |

## Service des voyageurs

### Accueil
Gare SNCF, elle dispose d'un bâtiment voyageurs en service, avec deux guichets, ouverts tous les jours. Elle est équipée de distributeurs automatiques de titres de transport TER et d'équipements pour l'accessibilité des personnes à la mobilité réduite.

### Desserte

#### TGV
Lunéville est desservie par le « TGV Est », à raison de deux aller-retours quotidiens avec la gare de Paris-Est.
Deux liaisons TGV inOui desservent Lunéville :
- Paris-Est – Nancy – Sarrebourg – Saverne – Strasbourg ;
- Paris-Est – Nancy – Lunéville – Saint-Dié-des-Vosges.

La gare de Paris-Est est à 1 h 55 min, Nancy à 17 min et Saint-Dié-des-Vosges à 30 min.

#### TER

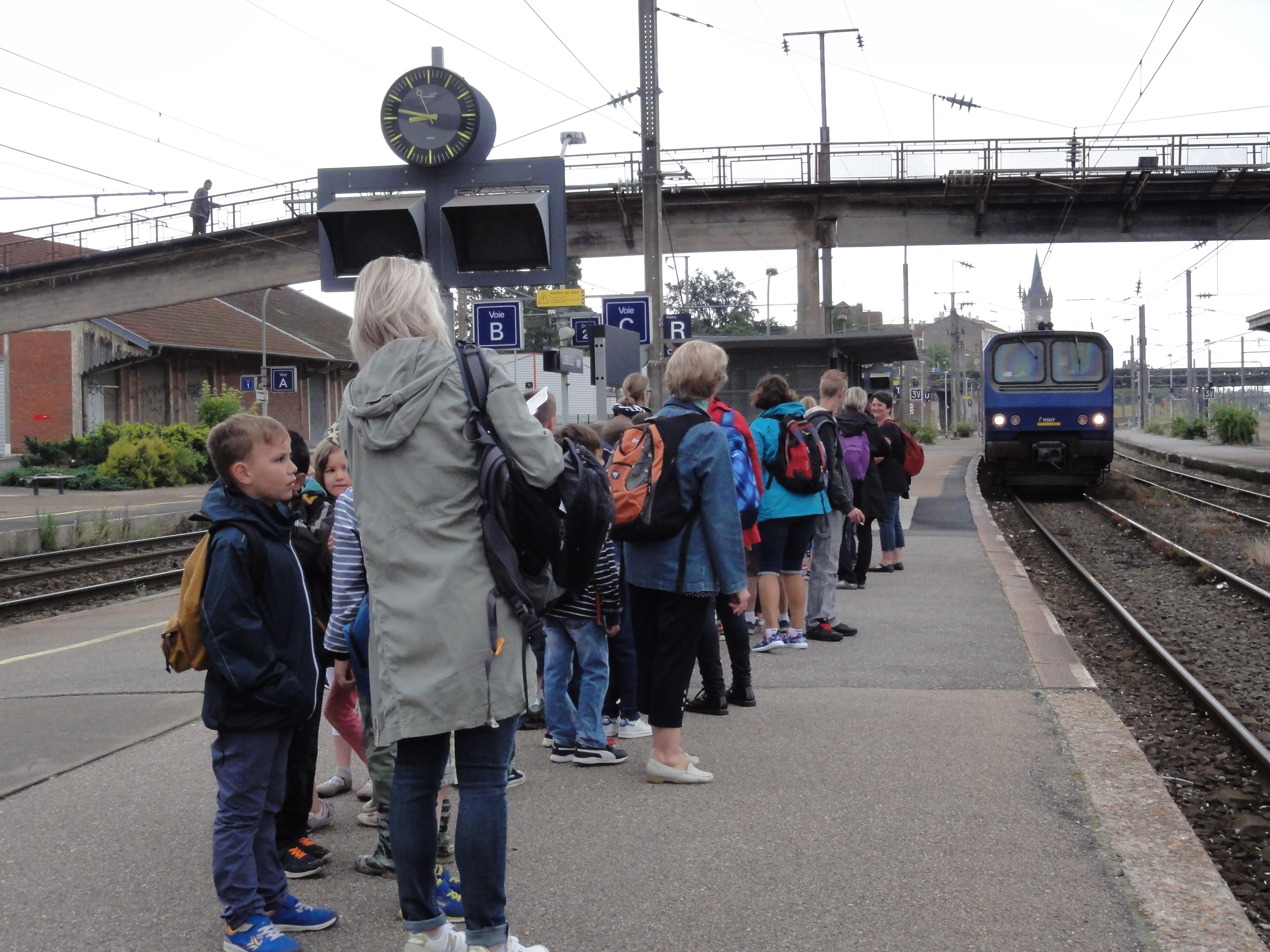
Arrivée d'un train régional.

La gare est desservie par des trains TER Grand Est, sur les lignes :
- Nancy – Lunéville – Saint-Dié-des-Vosges ;
- Nancy – Dombasle-sur-Meurthe – Lunéville ;
- Paris-Est – Nancy – Lunéville – Sarrebourg – Saverne – Strasbourg ;
- Nancy – Lunéville – Sarrebourg – Saverne – Strasbourg ;
- Lunéville – Reims ;
- Lunéville – Bar-le-Duc ;
- Lunéville – Metz-Ville ;
- Lunéville – Nancy – Revigny.

En TER, les temps de parcours les plus rapides sont de 17 min pour Nancy, 25 min pour Sarrebourg, 47 min pour Saint-Dié-des-Vosges et environ 1 h pour Strasbourg.

### Intermodalité
Un parc à vélos et un parking sont aménagés aux abords de la gare.
En outre, la gare est desservie par le réseau de bus Lunéo.

## Service des marchandises
Cette gare est ouverte au service du fret (trains massifs, mais également un trafic de wagons isolés pour l'armée).
Le document de référence du réseau (DRR), pour l'horaire de service 2019, indique qu'elle dessert une installation terminale embranchée (ITE).